# Joan Herrera

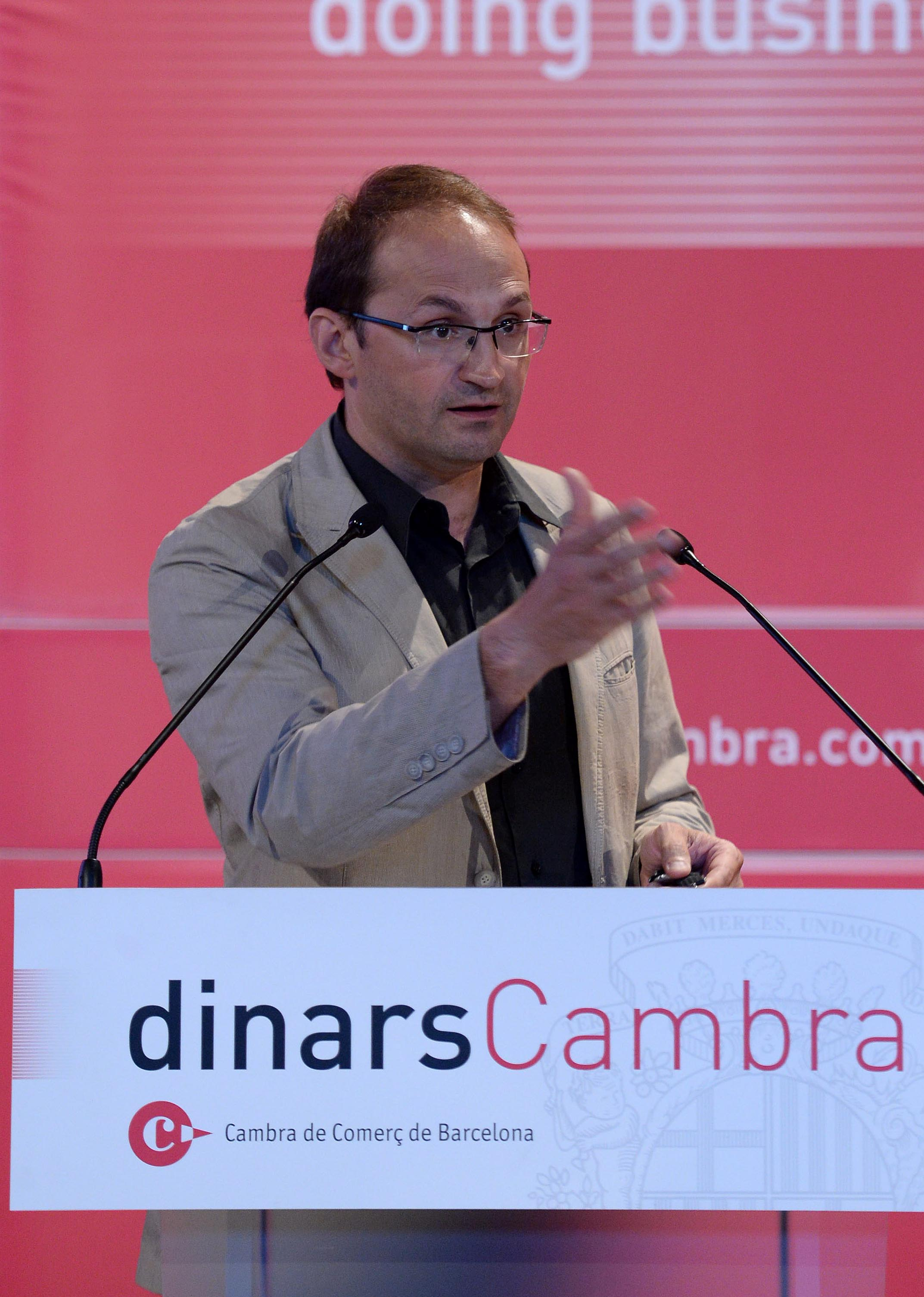
Dinar en la Cambra en julio de 2013

Joan Herrera Torres (Barcelona, 29 de enero de 1971) es un jurista y político español. Es miembro del Consejo Nacional de Esquerra Verda. Desde 2020 hasta 2024 ha sido director de Energía y Medioambiente de Ayuntamiento de El Prat de Llobregat. Es socio fundador del Samso, director de Energia del Prat, y la comunidad energética del Prat de Llobregat y profesor asociado de Derecho de la Energía de la Universitat Rovira i Virgili. Fue director general del Instituto para Diversificación y Ahorro de la Energía en el Ministerio de Transición Ecológica desde 2018 hasta su renuncia en septiembre de 2019. De 2013 a 2016 fue coordinador de Iniciativa per Catalunya Verds (ICV) junto a Dolors Camats. En 2015 anunció su renuncia a presentarse a las primarias del partido para encabezar la lista en las elecciones generales. El 12 de marzo de 2016 Herrera y Dolors Camats fueron sustituidos oficialmente en la dirección del partido por David Cid y Marta Ribas.

## Biografía
Joan Herrera es licenciado en Derecho por la Universidad de Barcelona, especializado en temas de derecho urbanístico y derecho del medio ambiente, con un postgrado en la Universidad Pompeu Fabra. Ha colaborado en un despacho jurídico especializado en medio ambiente y territorio.
Participó en Iniciativa per Catalunya Verds desde 1991, cuando empezó a militar en el barrio del Besós, en el distrito de San Martín. Aquí empezó sus responsabilidades siendo Coordinador del grupo de Jóvenes de San Martín para pasar después a ser coordinador de la ciudad de Barcelona. Ha sido coordinador nacional de Jóvenes con Iniciativa desde 1996 hasta 2000. Bajo su dirección la organización juvenil se definió como ecosocialista, definición que posteriormente también asumiría como propia la organización política de referencia de JIC, Iniciativa per Catalunya Verds (ICV). Además fue candidato a las elecciones generales de 1996 así como en las municipales del 95 y en las autonómicas del 99.
También empezó a participar en el movimiento estudiantil, a la AEP-ACE concretamente, así como en el movimiento por 0'7 y en contra la primera guerra del Golfo. Ha llevado diferentes campañas dentro de ICV en materias de cooperación, solidaridad y defensa. Fue el representante de ICV en el Foro Social Mundial en las últimas ediciones, ha participado en el Foro Social de Barcelona y el Foro Social Europeo y ha impartido cursos y clases sobre globalización política y movimientos sociales. En el último Foro Social Mundial participó en seminarios varios para hablar de las relaciones entre movimientos sociales y partidos políticos. También coordinó la campaña del «No a la guerra» del partido en 2002 y 2003.
En la 6.ª Asamblea Nacional, en noviembre de 2000, fue designado portavoz de la formación ecosocialista, y también responsable de Movimientos Sociales, hasta enero de 2004.
En 2004 encabezó la lista de ICV- Esquerra Unida i Alternativa (EUiA) al Congreso de los Diputados. Desde el inicio de la VIII legislatura (marzo de 2004) fue portavoz del grupo parlamentario de Izquierda Unida-Iniciativa per Catalunya en el Congreso de los Diputados. Ha sido portavoz de IU-ICV en esta legislatura en las comisiones de Medio Ambiente, Energía. Ha sido ponente, entre otros, de la ley de Memoria Histórica. Volvió a encabezar la candidatura de ICV-EUiA a las elecciones generales de marzo de 2008 por Barcelona, obteniendo el único escaño de la coalición.
Desde la novena asamblea de ICV, celebrada en Sabadell en noviembre de 2008, es secretario general de la formación. Fue número uno de la lista de ICV-EUiA por Barcelona en las elecciones catalanas noviembre de 2010 y candidato de la coalición a la presidencia de la Generalidad de Cataluña, razón por la que abandonó en octubre de dicho año su escaño en el Congreso de los Diputados. Obtuvo un acta de diputado en el parlamento catalán y fue el presidente del Grupo Parlamentario de Iniciativa per Catalunya Verds-Esquerra Unida i Alternativa en el Parlamento de Cataluña en la X legislatura que se disolvió el 4 de agosto de 2015.
El 31 de octubre de 2015 anunció que no se presentaría a las primarias de su partido para encabezar la lista de cara a las elecciones generales por circunstancias "personales, políticas y vitales".
En julio de 2018 fue nombrado director general del Instituto para la Diversificación y Ahorro de la Energía en el Ministerio para la Transición Ecológica donde impulsó el marco normativo en materia de autoconsumo. Renunció en septiembre de 2019.<ref>País, El (6 de septiembre de 2019). «Joan Herrera renuncia a la dirección del IDAE por motivos personales». El País. ISSN 1134-6582. Consultado el 15 de enero de 2021.</ref
En 2019 fue director de acción ambiental y energía en el Ayuntamiento del Prat de Llobregat, donde impulsó Energia del Prat, la comunidad energética de la ciudad. 
Desde 2024 es socio de SAMSO EDS, un despacho especializado en derecho de la energía y políticas públicas en materia de energía.